# ナチン
ナチン・キュレゲン（モンゴル語: Način Küregen、生没年不詳）は、13世紀初頭にモンゴル帝国に仕えたコンギラト部出身の万人隊長（トゥメン）。ジャライル部のバアトル・ノヤンとともにクビライの即位と内戦の勝利に大きく貢献したことで知られる。
『元史』などの漢文史料では納陳(nàchén)、『集史』などのペルシア語史料では ناچین كوركان(Nāchīn kūrkān)と記される。

## 概要
ナチンは建国の功臣にしてチンギス・カンの正后ボルテの兄のアルチ・ノヤンの息子として生まれ、兄弟にはチグゥ、オキ・フジン、チャブイ、オチンらがいた。長兄のチグゥが西寧州（現在の青海省西寧市一帯）に移住して独自のウルスを形成したことで当初はオチンがアルチの後継者になったが、そのオチンも早世したため、弟のナチンが地位を継承して1257年（丁巳年）に万人隊長（トゥメン）となった。
ナチンは父兄同様にチンギス・カン家の女性セチェゲンを娶って「キュレゲン（駙馬/婿）」を称したが、セチェゲンは「チンギス・カンの孫娘」としか記録されず父親の名前は分かっていない。ナチンとセチェゲンの息子のマンジタイは没年からの逆算によって1255年-1256年頃に生まれたことが分かるので、ナチンは兄の地位を継承する数年前からセチェゲンと既に結婚していたようである。本来は「アルチの子のオチンとトルイの娘のイェス・ブカの婚姻」と「トルイの子のクビライとアルチの娘のチャブイの婚姻」が対となって、オチン家とクビライ家の姻戚関係が築かれるはずであったが、オチンの早世によってクビライ家との姻戚関係はナチン家に引き継がれることになる。また、ナチンのもう一人の妹のテムルンはジャライル部のバアトルに嫁いでおり、互いに義兄弟の関係となるバアトルとナチンはクビライの最も信頼おける部下であった。
ナチンが万人隊長となったのはモンケ・カアンによる南宋侵攻が本格化する時期であり、『集史』「モンケ・カアン紀」によるとナチンはジャライル部の国王クルムシ、イキレス部のデレケイ・キュレゲン、ウルウト部のブジル、マングト部のチャガン・ノヤンらとともにタガチャル国王の指揮する南宋遠征左翼軍に属していたという。なお、ジャライル・コンギラト・イキレス・ウルウト・マングトの5部族はチンギス・カンの時代から一体性の強いひとまとまりの集団と認識されており、漢文史料上では「五投下」と総称されている。しかし、史料上には明記されないものの「五投下」軍団は途中でタガチャル軍からモンケ軍に移動になったようで、『元史』「憲宗本紀」にはナチンはモンケの釣魚山攻めに加わったと記されている。
1259年（己未年）、釣魚山攻めの最中にモンケ・カアンが病死するという大事件が起こった。モンケ配下のモンゴル将軍の多くが去就を決めかねる中、ナチンは義兄弟たるクビライを奉じる事を決め、いち早くクビライの下に参じた。クビライがバアトル・ノヤンの助言に従ってウリヤンカダイ軍を救出するための鄂州出兵を行うとナチンもこれに従い、大清口を降して軍船100艘余りを鹵獲する功績を挙げ、その後も山東地方の済州・兗州・単州の平定に従事した。一方、モンゴル全軍が動揺する中での「ウリヤンカダイ軍の救出」によって支持を集めたクビライの下には続々と支持者が集まり、頃合いを見てナチンを含むクビライ軍は本拠地のドロン・ノールに帰還した。モンゴル帝国の首都のカラコルムではモンケによって末弟のアリクブケが留守役に任じられており、旧モンケ政権の重臣はアリクブケを次期皇帝（カアン）として擁立しようとしていたが、クビライはこれを無視して1260年3月にドロン・ノールで支持者のみを集めてクリルタイを開き一方的に即位を宣言した。『集史』「クビライ・カアン紀」によるとナチンもクルムシ国王、デレケイ駙馬とともにクリルタイに出席し、クビライのカアン即位を支持したという。
当然ながらカラコルムのアリクブケ一派はクビライ一派の行動に反発し、カラコルムでも独自にクリルタイが開かれアリクブケがカアンに推戴された。こうして、モンゴル帝国では2人のカアンによる建国以来最初の大規模な内戦（モンゴル帝国帝位継承戦争）が繰り広げられることになった。クビライ軍は「五投下」を初めとする実戦経験豊富な軍団を擁することでアリクブケ軍を圧倒し、1261年に早くもアリクブケの本拠地たるモンゴル高原にまで侵攻した。『元史』によるとこのモンゴル高原侵攻にナチンも息子のガハイ・トゴン・オロチンらを連れて従軍していたという。追い詰められたアリクブケは投降するふりをしてクビライ軍を油断させ、主力軍を率いてクビライ軍を急襲するという乾坤一擲の策に出た。帝位継承戦争中最大の激戦となったこのシムルトゥ・ノールの戦いでもクビライ側の主力となったのはナチンら「五投下」の軍団で、バルス・ブカらオイラト軍と相対したナチンは1万にも及ぶ首級を挙げたという。
乾坤一擲の策に敗れたアリクブケはもはや劣勢を挽回できず、1264年に投降して帝位継承戦争はクビライの勝利に終わった。しかし、シムルトゥ・ノールの戦い後のナチンの活動についてはほとんど記録がなく、僅かに『通制條格』に記される1265年（至元2年）付けクビライのジャルリク（聖旨）に言及されるのみである。

## コンギラト部デイ・セチェン家
- デイ・セチェン
  - アルチ・キュレゲン（Alči Küregen ＞阿勒赤古咧堅/ālèchì gŭliējiān,الجی كوركان/Āljī kūrkān）
    - チグゥ・キュレゲン（Čiγu Küregen ＞赤古古咧堅/chìgŭ gŭlièjiān,جیکو كوركان/Jīkū kūrkān）
    - オキ・フジン・カトン（Öki füǰin qatun ＞اوکی فوجین خاتون/Ūkī fūjīn khātūn）
    - 昭睿順聖皇后チャブイ・カトン（Čabui qatun ＞察必/chábì,جابون خاتون/Jābūn khātūn）
    - 万戸オチン・キュレゲン（Očin Küregen ＞斡陳/wòchén）
    - ナチン・キュレゲン（Način Küregen ＞納陳/nàchén,ناچین كوركان/Nāchīn kūrkān）
      - 万戸オロチン・キュレゲン（Oločin Küregen ＞斡羅陳/wòluóchén）
        - 貞慈静懿皇后シリンダリ・カトン（Širindari qatun ＞失憐答里/shīliándālǐ）

      - 叛臣ジルワダイ（J̌ilwadai ＞只児瓦台/zhǐérwǎtái）
      - 万戸テムル・キュレゲン（Temür Küregen ＞帖木児/tièmùér）
        - 万戸ディウバラ・キュレゲン（Diwubala Küregen ＞雕阿不剌/diāoābùlà）
          - アリギヤシリ・キュレゲン（Ariγiyaširi Küregen ＞阿里嘉室利/ālǐjiāshìlì）
          - ブダシリ・カトン（Budaširi qatun ＞不答失里/bùdāshīlǐ）

        - 万戸センゲ＝ブラ・キュレゲン（Sengge bura Küregen ＞桑哥不剌/sānggē bùlà）

      - 万戸マンジタイ・キュレゲン（Manǰitai Küregen ＞蛮子台/mánzǐtái）
      - ナムブイ・カトン（Nambui qatun ＞南必/nánbì,نمبوى خاتون/Namubūī khātūn）